# Kroningsraam

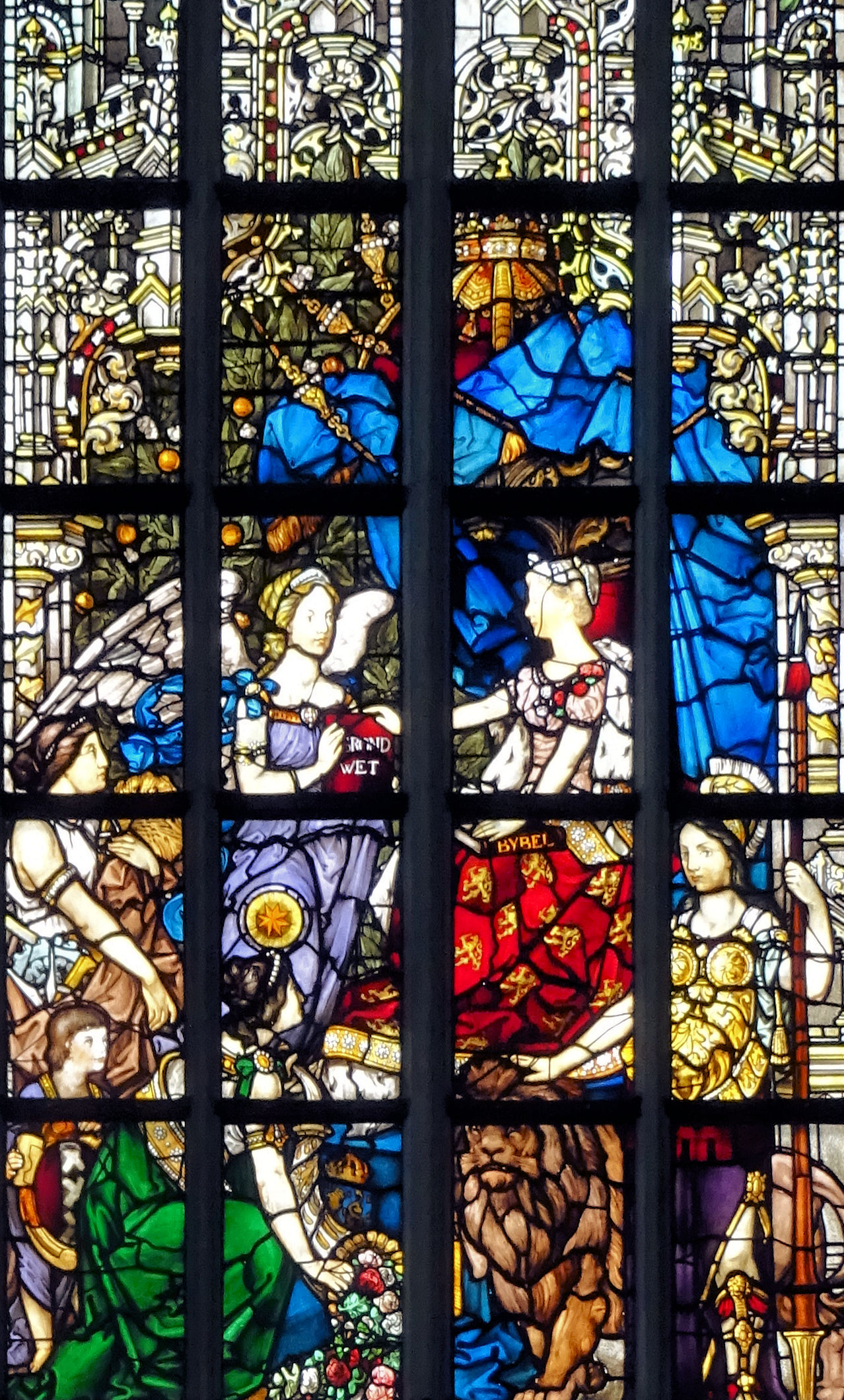
koningin Wilhelmina

Het Kroningsraam is een gedenkraam in de Nieuwe Kerk in Amsterdam, ter gelegenheid van de inhuldiging van koningin Wilhelmina. Het wordt ook wel Inhuldigingsraam genoemd.

## Achtergrond
In 1890 overleed koning Willem III. Omdat Wilhelmina toen nog te jong was om hem op te volgen, nam Emma als regentes het koninklijk gezag waar. Op 6 september 1898, enkele dagen na haar achttiende verjaardag, werd Wilhelmina als vorstin ingehuldigd in de Nieuwe Kerk.
Een comité onder leiding van mr. J.A. Sillem had zich ingezet voor de komst van een gedenkraam, dat werd aangeboden vanuit de bevolking. Geadviseerd door Jozef Israëls, August Allebé, directeur van de Rijksacademe, en jhr. Barthold van Riemsdijk, directeur van het Rijksmuseum, werd de opdracht gegund aan Otto Mengelberg. Hij ontwierp een raam dat het voorgeslacht van Wilhelmina verbeeldt en twee allegorieën toont; Willem van Oranje die wordt gehuldigd en Wilhelmina die een verbond met haar volk aangaat. Mengelberg maakte in de regel zelf zijn kartons, het glaswerk werd uitgevoerd in atelier 't Prinsenhof van Jan Schouten in Delft. Mengelberg noemde het gedenkraam Kroningsraam, maar Nederlandse vorsten worden ingehuldigd en niet gekroond. Het raam is geplaatst in de zuidelijke transept, aan Damzijde. Toen Wilhelmina voor de inhuldiging de kerk betrad, werd een gordijn opzij geschoven en daarmee het gedenkraam onthuld.
Andere gedenkramen in deze kerk zijn de gedenkramen ter gelegenheid van het veertigjarig regeringsjubileum van koningin Wilhelmina (Van Konijnenburg/Nicolas, 1938), het Bevrijdingsraam (Verhoef, 1995) en 'Een tuin van glas' (Mulders, 2005).

## Beschrijving
Het raam is gevat in een gotische omlijsting, met een spitsvormige vensterkop met tracering. Boven in het boogveld is een kroon geplaatst met daaronder het jaartal 1898, het is verder versierd met veel groen en oranje vruchten en de wapenschilden van de vier grootouders van de vorstin.
In de bovenste helft worden leden van het Huis Oranje-Nassau afgebeeld, met stadhouders en koningen. Bovenste rij: Willem van Oranje met Louise de Coligny, Maurits van Oranje, Willem Lodewijk van Nassau-Dillenburg en Frederik Hendrik van Oranje met Amalia van Solms, Willem II van Oranje en Albertine Agnes van Nassau. Daaronder: Willem III en Maria Stuart, Willem IV, Willem V, koning Willem I, koning Willem II, koning Willem III en Emma. De staande figuren zijn ruim twee meter hoog.
In de onderste helft zijn twee allegorieën geplaatst. Het linkerdeel toont de geharnaste Willem de Zwijger, zittend onder een baldakijn. Achter hem een engel die op de bazuin blaast en om hem heen zeven dames met wapenschilden die de Zeven Provinciën vertegenwoordigen. Op de achtergrond staat zijn broer Jan de Oude. Het rechter deel verwijst naar het 'tweede verbond'; koningin Wilhelmina die steunt op de bijbel en wordt begroet door de Voorspoed en de Trouw van het volk. Ze legt haar hand op de grondwet, haar aangeboden door de engel van Gerechtigheid. Onder beide allegorieën zijn respectievelijk het wapen van Willem van Oranje en het wapen van Wilhelmina als koningin der Nederlanden geplaatst.

## Afbeeldingen

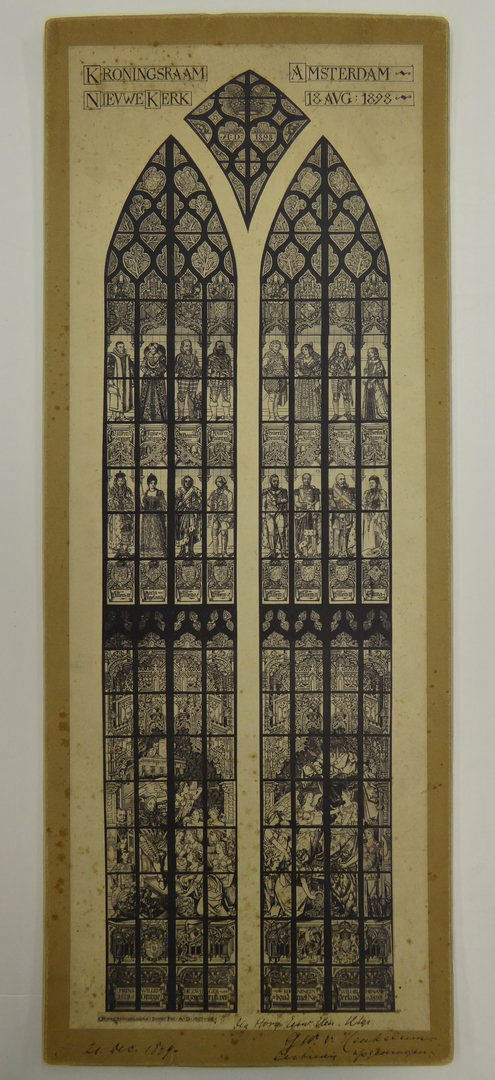
overzicht
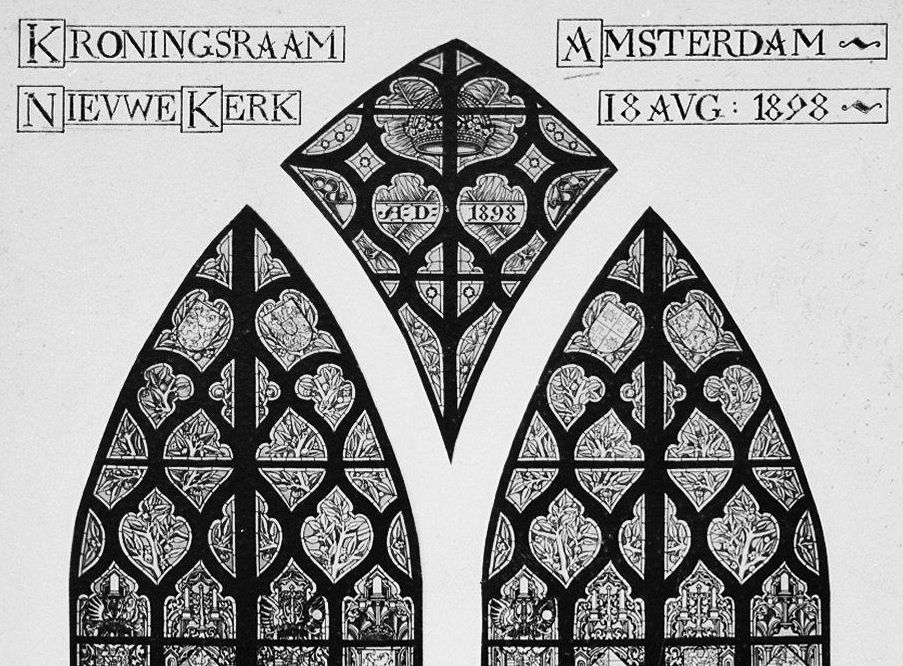
het boogveld
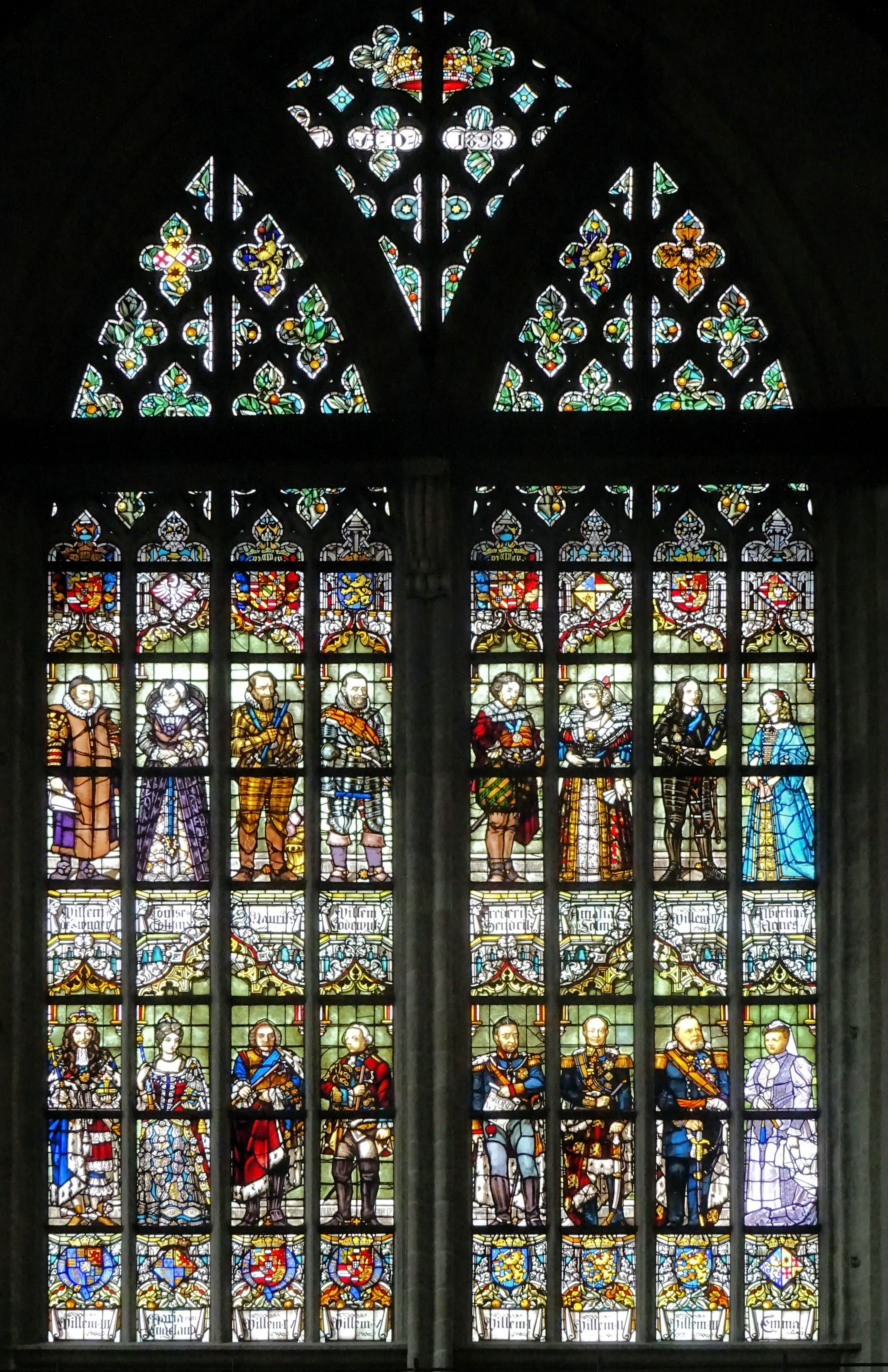
de Oranjes
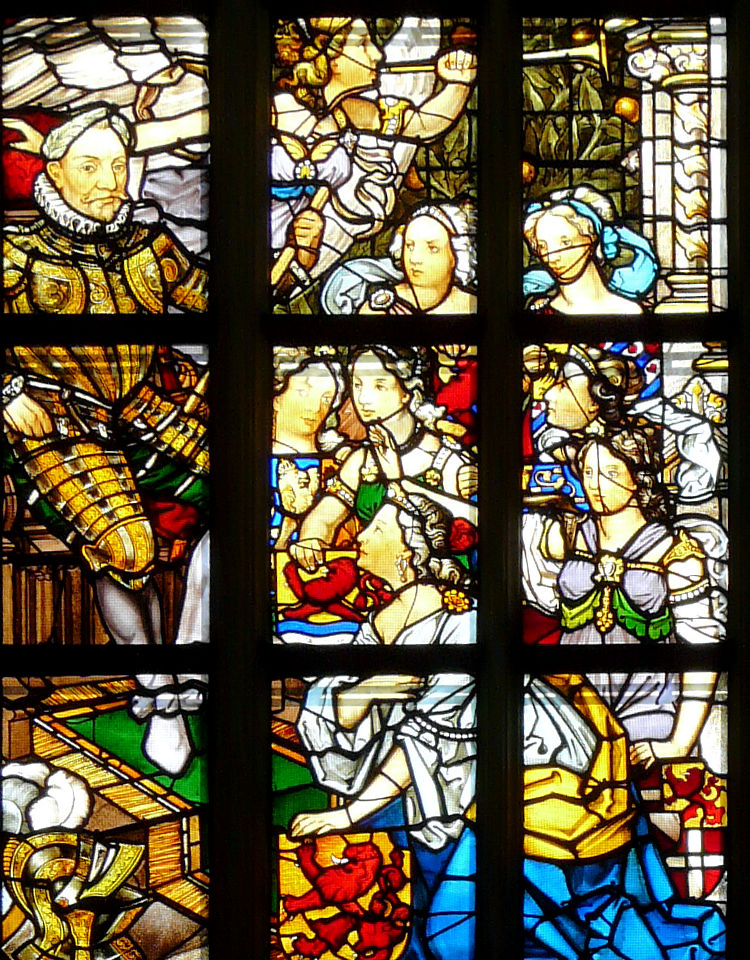
Willem van Oranje en de Zeven Provinciën